# Nothoprocta
Nothoprocta P.L. Sclater & Salvin, 1873 è un genere di uccelli della famiglia Tinamidae.

## Descrizione
Le dimensioni vanno dai 25,5 cm di Nothoprocta pentlandii ai 36 cm di
Nothoprocta taczanowskii.

## Tassonomia
Comprende le seguenti specie:
- Nothoprocta taczanowskii Sclater e Salvin, 1875 - tinamo di Taczanowski
- Nothoprocta ornata (Gray, 1867) - tinamo ornato
- Nothoprocta perdicaria (Kittlitz, 1830) - tinamo del Cile
- Nothoprocta cinerascens (Burmeister, 1860) - tinamo delle erbe
- Nothoprocta pentlandii (Gray, 1867) - tinamo delle Ande
- Nothoprocta curvirostris Sclater e Salvin, 1873 - tinamo beccocurvo